# Żmija sykliwa
Żmija sykliwa (Bitis arietans) – gatunek jadowitego węża z rodziny żmijowatych (Viperidae).

## Występowanie
Afryka Subsaharyjska, Maroko i Półwysep Arabski. Naturalne siedlisko to tereny trawiaste, zarośla, okolice górskie i półpustynne.

## Morfologia
Średnia długość – ok. 1 metra. Ze względu na szeroki zasięg występowania, osobniki z różnych części Afryki mogą się od siebie różnić ubarwieniem i wzorami. Ma krępe, masywne ciało, szeroką głowę i charakterystyczny jodełkowaty wzór. Oczy są małe z pionową źrenicą. Jamki termiczne usytuowane są z przodu, a zęby jadowe są ruchome. Łuski są wręgowane, matowe i chropowate.

## Biologia
Jest aktywna za dnia. Żmija ta jest jajożyworodna, a w jednym miocie może znaleźć się do 50 młodych (rekord 156). Wąż ten odpowiada za wiele poważnych ukąszeń, ponieważ jego ubarwienie idealnie go maskuje, przez co łatwo go nadepnąć. Odżywia się głównie gryzoniami. Nie poluje aktywnie, ale wyczekuje dobrze ukryta, aż ofiara podejdzie na tyle blisko, że może ją ukąsić. Następnie pozwala jej odejść. Po chwili wąż dzięki węchowi i zmysłowi termicznemu odszukuje zdobycz (która jest już martwa) i połyka ją od strony głowy. Mimo silnie działającego jadu ma całkiem sporo naturalnych wrogów – ptaki drapieżne, m.in. sekretarz, a także mangustowate.

## Jad
Jad tego węża niszczy komórki krwi, powodując rozległe uszkodzenia tkanek. Żmija sykliwa może wprowadzić nawet 350 mg jadu w pojedynczym ukąszeniu. Do zabicia dorosłego człowieka wystarczy 100 mg tego jadu. Zgon następuje zwykle w ciągu czterech dni.

## Podgatunki
Wyróżniono dwa podgatunki B. arietans:
- Bitis arietans arietans
- Bitis arietans somalica